# 207 (số)
207 (hai trăm linh bảy) là một số tự nhiên ngay sau 206 và ngay trước 208.